# 下口麗鰻
下口麗鰻為輻鰭魚綱鰻鱺目糯鰻亞目蛇鰻科的其中一種，分布於印度太平洋區，從紅海、東非至社會群島，北起琉球群島，南至豪勳爵島海域，棲息深度1-32公尺，體長可達85公分，棲息在沙石底質的淺海域，為底棲性魚類，屬肉食性。

## 擴展閱讀
維基物種上的相關：下口麗鰻